# Espada do Carrasco

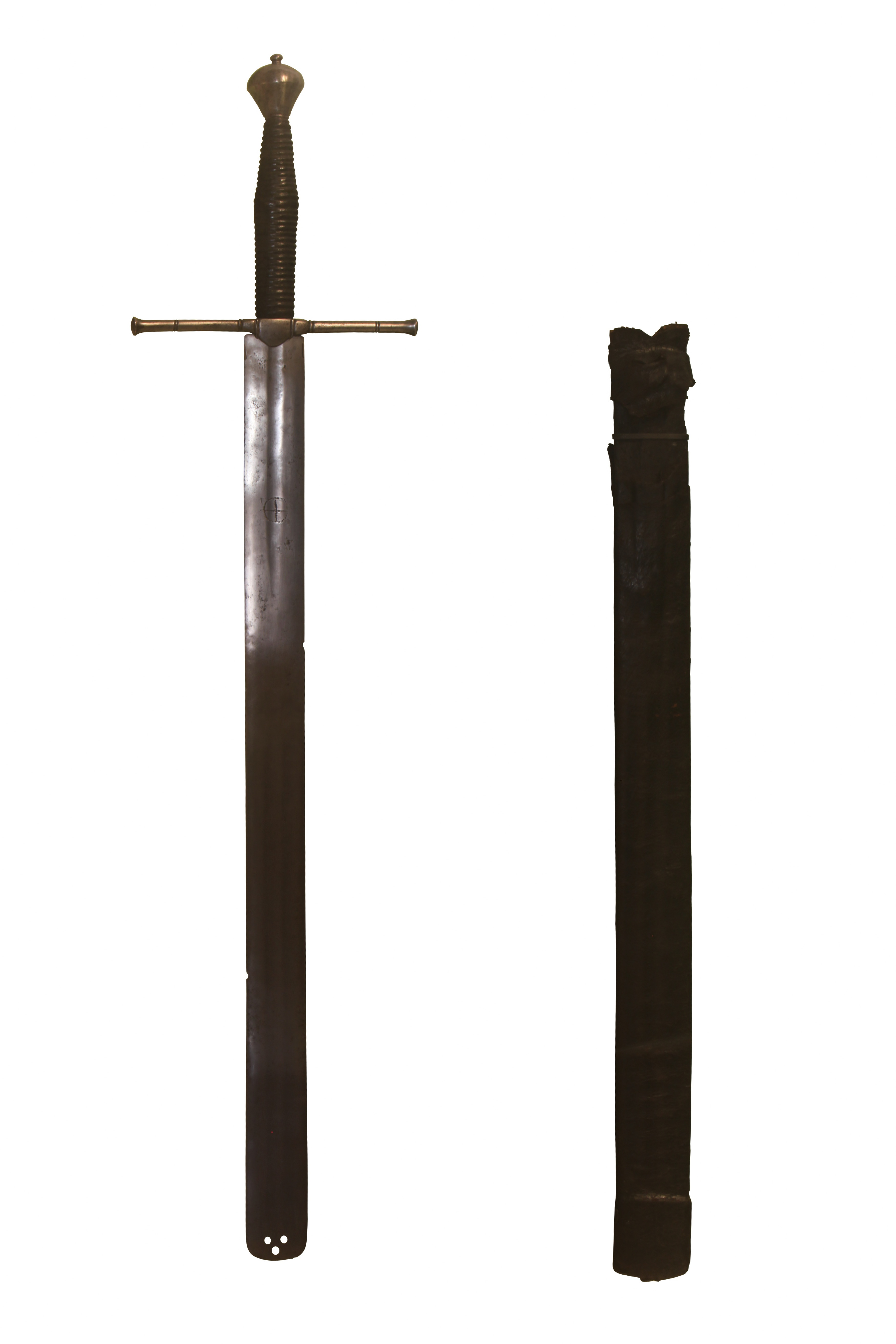
Espada do carrasco (século XVI)

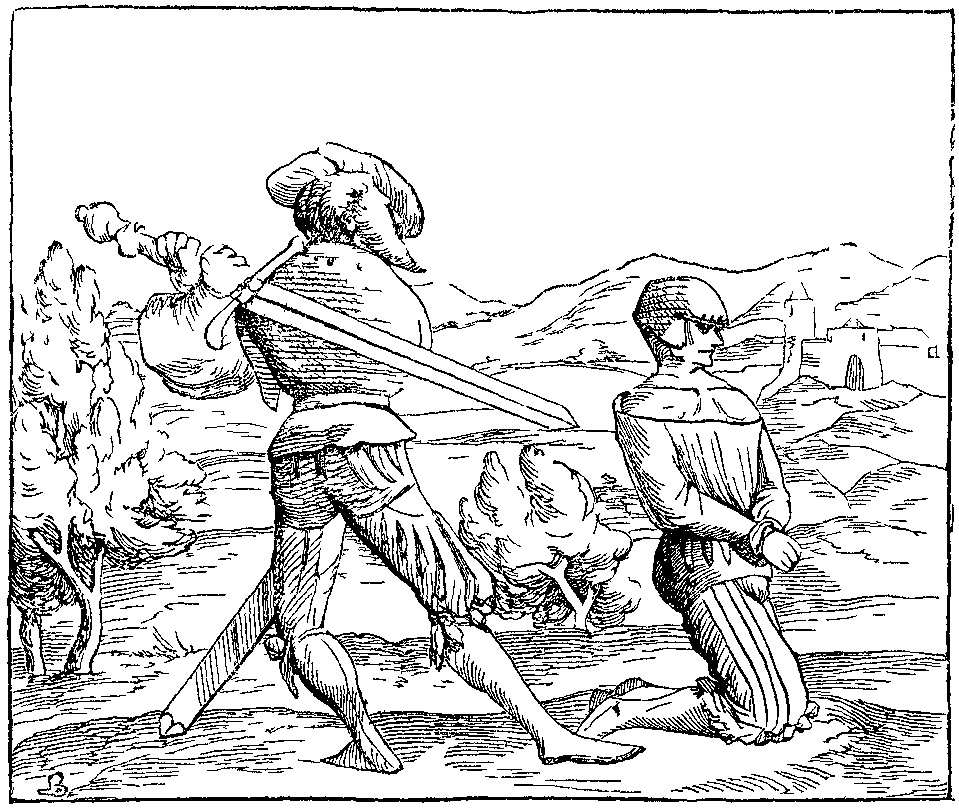
Uma cena de decapitação, conforme mostrado em Cosmographia universalis de Sebastian Münster (1552).

A Espada do Carrasco é uma espada projetada especificamente para a decapitação de criminosos condenados (em oposição ao combate). Essas espadas eram destinadas ao uso com as duas mãos, mas não tinham ponta, de modo que o comprimento total da lâmina era tipicamente o de uma espada de uma mão (cerca de 80–90 cm (31–35 in). As guardas eram bastante curtas, e em sua maioria retas, e o pomo era frequentemente em forma de pera ou facetado.
Na Idade Média as decapitações eram executadas com espadas regulares, e a primeira espada do carrasco especificamente projetada conhecida data de cerca de 1540.
Elas eram amplamente usadas na Europa do século XVII, mas caíram em desuso repentinamente no início do século XVIII. As últimas execuções à espada na Europa foram realizadas na Suíça em 1867 e 1868, quando Niklaus Emmenegger em Lucerna e Héli Freymond em Moudon foram decapitados por assassinato. Espadas conhecidas como sultão são usadas para execuções na Arábia Saudita.
As lâminas das espadas do carrasco eram frequentemente decoradas com desenhos simbólicos. Quando não era mais usada para execuções, a espada de um carrasco às vezes continuava a ser usada como espada cerimonial de justiça, um símbolo do poder judicial.

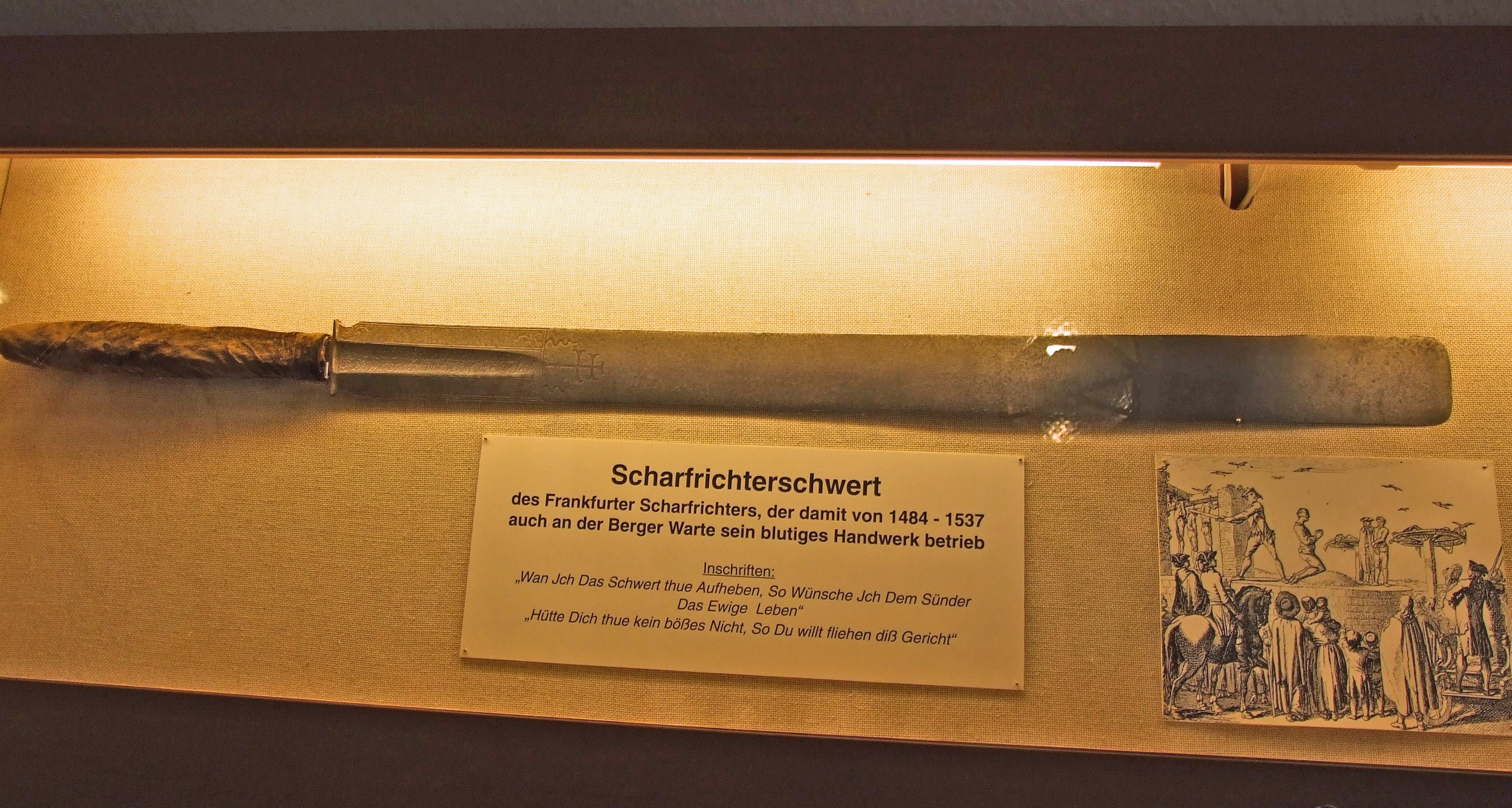
Século XV, "Heimatmuseum" em Frankfurt-Bergen-Enkheim
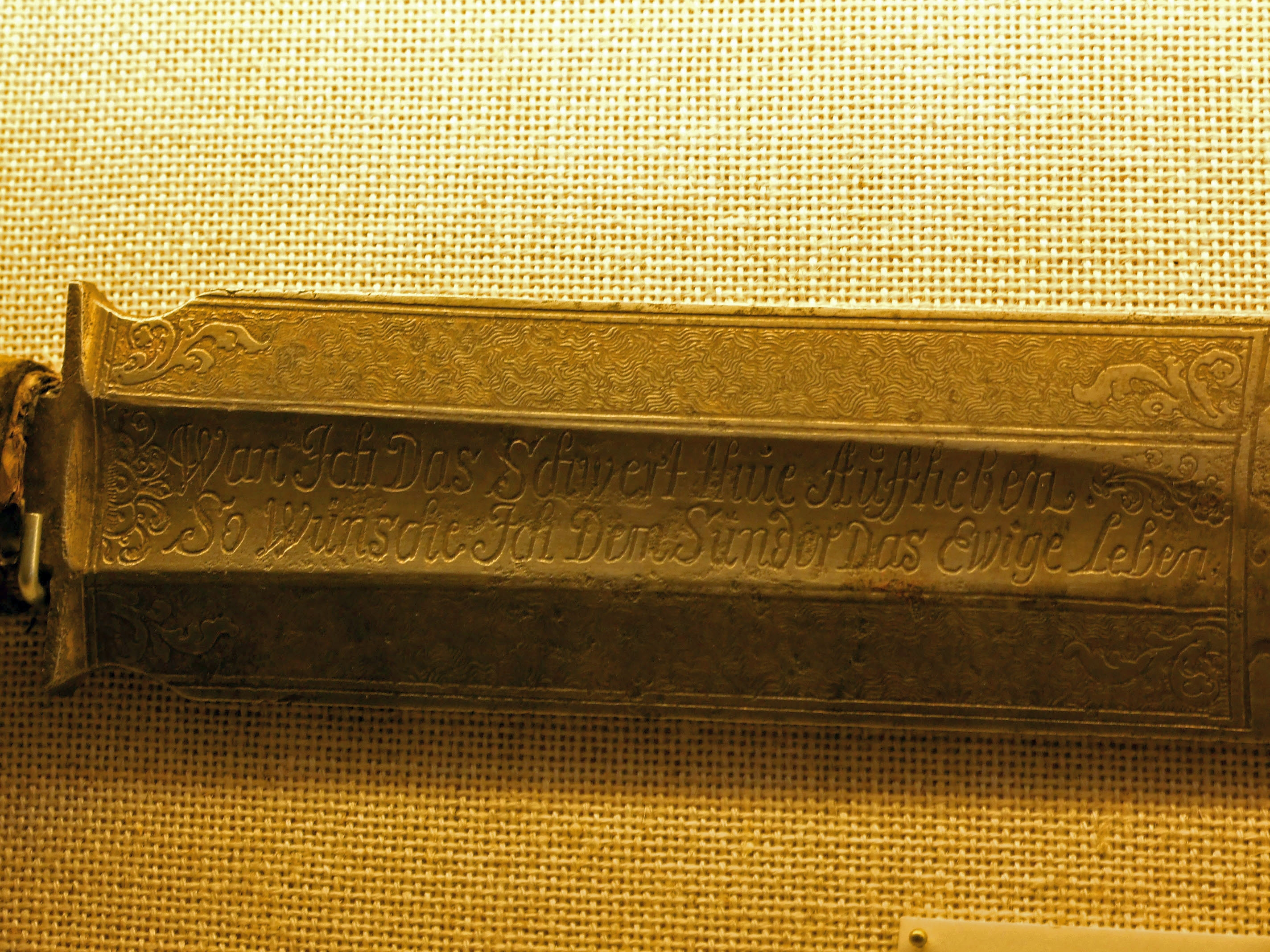
Inscrição em alemão antigo na lâmina: Wan Ich Das Schwert thue Auffheben - So Wünsche Ich Dem Sünder Das Ewige Leben "Quando esta espada eu erguer - desejo ao pecador a vida eterna como presente."